# Adrián Bone
Adrián Javier Bone Sánchez (Esmeraldas, 8 september 1988) is een Ecuadoraans voetballer die speelt als doelman. In februari 2025 verruilde hij Mushuc Runa voor Miguel Iturralde. Bone maakte in 2011 zijn debuut in het Ecuadoraans voetbalelftal.

## Clubcarrière
Bone begon na periodes bij LDU Cuenca en Deportiva Aucas in 2004 met spelen bij CD Espoli. Aldaar speelde hij gedurende drie seizoenen eenenveertig wedstrijden en in 2010 werd de doelman aangetrokken door Deportivo Quito. In twee seizoenen zou Bone hier tot zevenenveertig optredens komen. In 2011 werd Quito, met Bone die elf keer in actie kwam, landskampioen en hij speelde zich tevens in de kijker voor het nationale elftal. In 2013 maakte hij de overstap naar El Nacional. Voor El Nacional speelde de doelman honderdzestig competitiewedstrijden. Hij verliet de club in januari 2017, toen hij de overstap maakte naar Independiente del Valle. Bij die club zette hij zijn handtekening onder een verbintenis voor de duur van één seizoen. Na een jaar, waarin hij zesendertig competitieduels speelde, verkaste Bone naar Emelec. Vijf jaar later verkaste de doelman naar Técnico Universitario. In maart 2024 nam La Cantera hem over en in augustus van dat jaar Mushuc Runa. Miguel Iturralde werd in februari 2025 zijn nieuwe club.

## Interlandcarrière
Bone maakte zijn debuut in het Ecuadoraans voetbalelftal op 2 september 2011. Op die dag werd een vriendschappelijke wedstrijd tegen Jamaica met 5–2 gewonnen. De verdediger mocht van bondscoach Reinaldo Rueda in de basis beginnen en hij speelde het gehele duel mee. Op 14 mei 2014 werd bekendgemaakt dat Bone onderdeel uitmaakte van de Ecuadoraanse voorselectie voor het WK 2014 in Brazilië. Uiteindelijk werd hij ook opgeroepen voor het eindtoernooi, waarop hij niet in actie kwam.
| Interlands van Adrián Bone voor Ecuador | Interlands van Adrián Bone voor Ecuador | Interlands van Adrián Bone voor Ecuador | Interlands van Adrián Bone voor Ecuador | Interlands van Adrián Bone voor Ecuador | Interlands van Adrián Bone voor Ecuador |
| №                                       | Datum                                   | Wedstrijd                               | Uitslag                                 | Competitie                              | Goals                                   |
| Als speler bij Deportivo Quito          | Als speler bij Deportivo Quito          | Als speler bij Deportivo Quito          | Als speler bij Deportivo Quito          | Als speler bij Deportivo Quito          | Als speler bij Deportivo Quito          |
| --------------------------------------- | --------------------------------------- | --------------------------------------- | --------------------------------------- | --------------------------------------- | --------------------------------------- |
| 1                                       | 2 september 2011                        | Ecuador – Jamaica                       | 5 – 2                                   | Vriendschappelijk                       |                                         |
| 2                                       | 6 september 2011                        | Ecuador – Costa Rica                    | 4 – 0                                   | Vriendschappelijk                       |                                         |
| Als speler bij El Nacional              |                                         |                                         |                                         |                                         |                                         |
| 3                                       | 5 maart 2014                            | Australië – Ecuador                     | 3 – 4                                   | Vriendschappelijk                       |                                         |

Bijgewerkt op 11 maart 2025.

## Erelijst
| Serie A | 1 | 2011 |